# 王哲 (永樂進士)
王哲，字彥修，江西承宣布政使司廣信府上饒（今江西上饒市）人，明朝政治人物、進士出身。

## 生平
永樂二年，登進士，授工科給事中，陞工科右，擢四川僉事。